# Pik Pleshcheeva
Pik Pleshcheeva är en bergstopp i Antarktis. Den ligger i Östantarktis. Argentina och Storbritannien gör anspråk på området. Toppen på Pik Pleshcheeva är 791 meter över havet.
Terrängen runt Pik Pleshcheeva är huvudsakligen kuperad, men åt sydost är den platt. Trakten är obefolkad. Det finns inga samhällen i närheten.